# Renée Richards
Renée Richards (født 19. august 1934 i New York City, USA som Richard Raskind) er en amerikansk øjenlæge og tidligere tennisspiller, der spillede professionelt i 1970'erne. Hun blev berømt for at kæmpe for at deltage som kvinde ved US Open 1976 efter at have gennemgået en kønsskifteoperation.
United States Tennis Association begyndte i 1976 at udføre genetisk screening for kvindelige spillere. Richards udfordrede den politik, og New Yorks højesteret dømte til hendes fordel, hvilet betragtes som en milepæl for transkønnedes rettigheder. Som en af de første transkønnede professionelle sportsfolk blev hun en talsperson for transkønnede atleter.
Som kvinde opnåede hun sine bedste resultater med en finaleplads i damedouble ved US Open 1977 og en semifinaleplads i mixed double ved US Open 1979.
Efter hendes aktive karriere var hun træner for Martina Navratilova under tre af hendes grand slam-triumfer.